# Венути, Лоренцо
Лоренцо Венути (итал. Lorenzo Venuti; 12 апреля 1995 года, Монтеварки) — итальянский футболист, защитник клуба «Сампдория».

## Клубная карьера
Лоренцо Венути начинал свою карьеру футболиста, будучи игроком «Фиорентины». 30 июля 2014 года он был отдан в аренду клубу Серии B «Пескара», но выступал лишь за его резервную команду. Летом 2015 года Венути был отдан в аренду другому клубу Серии B «Брешиа». 12 сентября того же года он дебютировал в лиге, выйдя в основном составе в домашнем поединке против «Салернитаны».
Летом 2016 года Лоренцо Венути был отдан в аренду ещё одной команде Серии B «Беневенто», с которой по итогам сезона 2016/17 вышел в Серию А. 20 августа 2017 года он дебютировал в главной итальянской лиге, выйдя в основном составе в гостевом поединке против «Сампдории».